# Abutsu Ni
 (décembre 2022).
Abutsu-ni (阿仏尼, « nonne Abutsu ») est le surnom d'une femme de lettres japonaise (morte en 1283).

## Biographie
Abutsu-ni fut dame de la cour de l'impératrice Ankamon-in. Dans sa jeunesse, on la désignait par les noms de Shijô et d'Uemon no Suke. On dit qu'elle fut peut-être une fille de Taira no Norishige, mais cela n'est pas certain.
Elle épousa un poète renommé en son temps, Fujiwara no Tameie (1197 - 1275). Après la mort de celui-ci, elle se fit nonne bouddhiste sous le nom d'Abutsu-ni. N'ayant pu obtenir le règlement d'un différend au sujet de ses domaines, elle se rendit à Kamakura pour obtenir que ses possessions reviennent à son fils Reizei Tamesuke mais elle mourut de maladie à Kamakura, avant que le jugement fût rendu.
Elle écrivit le récit de son voyage de Kyôto à Kamakura dans son Izayoi-nikki (1277), qui la rendit célèbre. Ce récit, entrecoupés de 116 poésies, écrites par elle-même ou par d'autres auteurs, se termine par un long poème (chōka) de 151 vers. On lui attribue également la composition d'Utatane no Ki (Récit d'un sommeil), décrivant des évènements de l'année 1238, et de Yoru no Tsuru (La grue nocturne), ensemble de lettres sur la poétique qu'elle envoya à son fils Tamesuke resté à Kyôto.
Toute son œuvre est empreinte d'une profonde mélancolie et, bien qu'elle ne soit pas un poète de premier ordre, ses écrits sont intéressants pour les précisions historiques qu'ils apportent.